# Michael Baxandall
Michael David Kighley Baxandall (ur. 18 sierpnia 1933 w Cardiff, zm. 12 sierpnia 2008 w Londynie) – brytyjski historyk sztuki, wykładowca na University of California w Berkeley, Warburg Institute w Londynie, University of London, Cornell University, kurator Muzeum Wiktorii i Alberta.

## Życiorys
Michael Baxandall urodził się w Cardiff 18 sierpnia 1933 roku. Jego ojciec w 1945 roku otrzymał awans na stanowisko dyrektora w City Art Galleries w Manchesterze. Wówczas cała rodzina przeprowadziła się tam, a młody Michael zaczął chodzić do Manchester Grammar School and Downing College. Baxandall studiował za granicą - na Uniwersytecie w Pawii i Uniwersytecie w Monachium.
W 1958 roku zaczął pracę w Londynie w Warburg Institute wspólnie z Gertrud Bing. Trzy lata później podjął stanowisko w Muzeum Wiktorii i Alberta. W 1981 roku został wykładowcą na University of London. Na początku lat 80. zaczął pracę na zagranicznych uniwersytetach np. Cornell University i University of California. Wykładał tam historię sztuki aż do swojej emerytury w 1996 roku.

## Książki
- Painting and Experience in 15th century Italy (1972).
- The Limewood Sculptors of Renaissance Germany (1980).
- Patterns of Intention: On the Historical Explanation of Pictures (1985)
- Tiepolo and the Pictorial Intelligence (ze Svetlaną Alpers) (1994)
- Words for Pictures (2003)
- Pictures for words (2004)
- Shadows and Enlightenment (2005)